# Chaetosphaeriaceae
Chaetosphaeriaceae Réblová, M.E. Barr & Samuels – rodzina workowców należąca do klasy Sordariomycetes.

## Charakterystyka
Chaetosphaeriaceae to bogata w rodzaje i bardzo zróżnicowana grupa grzybów strzępkowych o światowym zasięgu, występujących w siedliskach lądowych i wodnych. Większość gatunków to nadrzewne grzyby saprotroficzne żyjące na drewnie lub rozkładających się roślinach w siedliskach lądowych i słodkowodnych, czasami występujące na glebie. Niektóre są grzybami nagrzybnymi, a jeden gatunek (Chaetosphaeria mangrovei) jest grzybem wodnym występującym w morzach.
Perytecja powstają na powierzchni podłoża, lub są w nim zanurzone dolną częścią, są nagie lub szczeciniaste, niezapadające się, o kształcie kulistym, prawie kulistym do stożkowatego, szerokości 100–350 μm i wysokości 100–450 μm. Perydium przeważnie dwuwarstwowe; zewnętrzna warstwa składa się z cienkościennych, brązowych, nieprzezroczystych komórek podobnych do cegły lub komórek tworzących sieć (textura epidermoidea), wewnętrzna warstwa z niepigmentowanych, spłaszczonych komórek, czasami na zewnątrz ciemnej warstwy tworzy się trzecia jaskrawo kolorowa warstwa, składa się albo z komórek rozpadających się na powierzchni, albo ze splecionych strzępek, które tworzą zwartą osłonę. Obecne peryfizy i parafizy. Worki monotunikowe, 8-zarodnikowe, z załamującym światło wierzchołkowym pierścieniem w kształcie litery J. Askospory z poprzecznymi z przegrodami, bezbarwne, dwukolorowe lub całkowicie ciemne, elipsoidalne do wrzecionowatych, nie rozpadające się lub rozpadające się na części, ciemno pigmentowane, bezbarwne lub częściowo ciemniejące, kiełkujące przez pory rostkowe. Anamorfy tworzą konidia enteroblastycznie na fialidach.

## Systematyka
Pozycja w klasyfikacji według Index Fungorum: Chaetosphaeriales, Sordariomycetidae, Sordariomycetes, Pezizomycotina, Ascomycota, Fungi.
Takson utworzyli w 1999 r. Martina Réblová, Margaret Elizabeth Barr i Gary Joseph Samuels. Należą do niego liczne rodzaje, m.in.:
- Bisporomyces J.F.H. Beyma 1940 1
- Caliciastrum Réblová 2023
- Catenularia Grove 1886
- Chaetosphaeria Tul. & C. Tul. 1863
- Dictyochaeta Speg. 1923
- Ejnerjensenia W.P. Wu & Y.Z. Diao 2022
- Menispora Pers. 1822